# 中国四大名牛
中国四大名牛是指原产中国的四类优质品种的牛。

## 分类
四大有多种说法，更有五大之说（民间说法并不统一）：
- 说法一：
  - 南阳黄牛（原产河南省南阳市）
  - 秦川牛（原产陕西省）
  - 鲁西黄牛（原产山东省菏泽市）
  - 蒙古牛
  - 延边黄牛

- 说法二：
  - 关岭牛（原产贵州省）
  - 鲁西黄牛
  - 涪陵水牛（原产重庆涪陵）
  - 秦川牛

## 中国牛类分布
中国的牛类有很多亚种，如奶牛、黄牛、水牛、牦牛等。按地理位置分，内蒙古地区奶牛为主（牛奶），中原地区以黄牛为主（肉牛、皮草），秦岭淮河以南地区多水牛。

## 国家级（中国）牛品种资源保护名录
九龙牦牛、天祝白牦牛、青海高原牦牛、独龙牛（大额牛）、中国水牛（山区水牛、富钟水牛、西林水牛）、延边牛、复州牛、南阳黄牛、秦川牛、晋南牛、渤海黑牛、鲁西黄牛、温岭高峰牛、蒙古牛、雷琼牛。